# TH A
El motor TH A, o Talleres Hereter tipus A, va ser un motor construït a Barcelona en la mateixa època en què Talleres Hereter construïen l'avió TH E.3, de manera que es pot elucubrar que hi anava destinat.

## Història
Com que Talleres Hereter fabricava l'avió TH E.3, quasi copiat de l'avió francès Caudron G.3, és més que probable que Jorge Loring introduís una nova modificació amb la fabricació del nou motor, inspirant-se en el motor Rhône 9C de 9 cilindres en estrella (en fotos vistes són diferents) que duia aquest aparell, aprofitant el fet que Talleres Hereter ja fabricava motors per automòbils.

## Funcionament

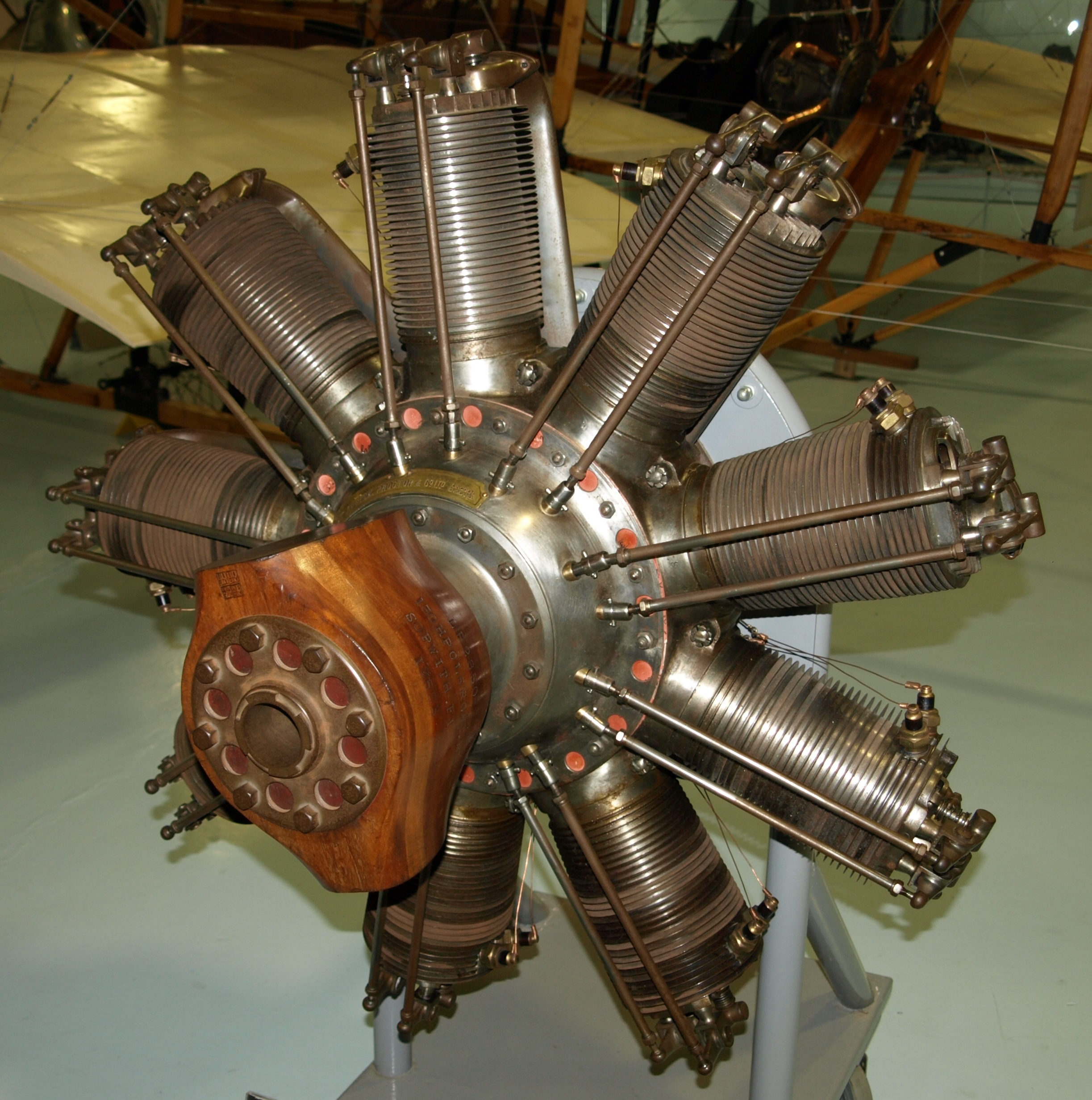
Motor en estrella rotatiu Clerget 9B, d'aparença molt similar al TH A

El motor Rhône 9C pertany a la categoria de motors en estrella rotatius. És un tipus de motor d'aviació que es feia servir molt a França a principis del segle xx, quan va començar l'aviació, i la seva hegemonia va durar fins als anys 15, amb l'aparició de motors en V i en línia. Aquests nous tipus de motor permetien la utilització d'aliatges lleugers i, per tant, augmentaven la relació pes/potència, la qual és molt important en la construcció d'aeronaus. Ja Marc Birkigt, quan es plantejava dissenyar el motor per l'Hispano Suiza, va descartar la construcció d'un motor d'aquest tipus perquè no veia la manera de superar els 150 CV i, d'aquesta manera, va nàixer el V8 que va arribar a donar 300 CV amb un pes d'uns 250 kg.

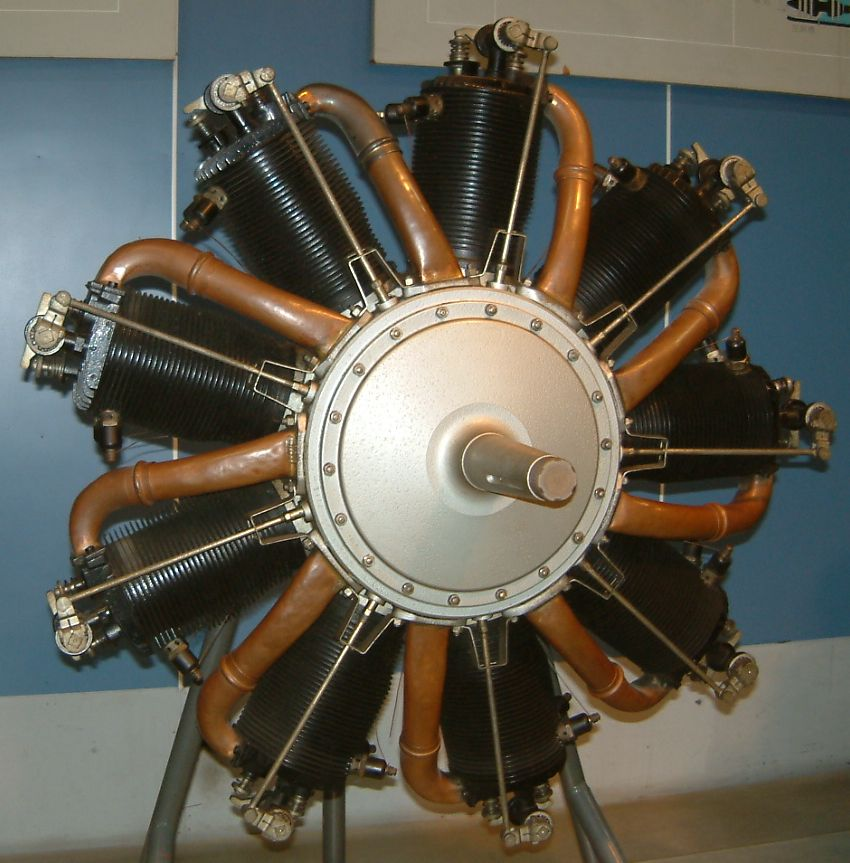
Motor en estrella rotatiu Rhône 9C, en el qual es podria haver inspirat el TH A

Així doncs, aquests motors solien estar fets d'acer forjat, fora d'algun conducte de bronze, per tal de poder resistir la força centrífuga a què estava sotmès. Aquesta és una de les raons per les quals no podien superar una certa mida i, per tant, créixer en cilindrada, que seria la manera més radical d'augmentar la potència. Els motors es feien giratoris per tal d'augmentar la refrigeració, facilitar la distribució de la mescla aire-benzina en tots els cilindres i facilitar l'escapament. Un altre detall a tenir en compte és el fet que els temps dels cicles sempre es produeixen, quan el cilindre arriba a certa posició, i per aquest motiu l'escapament dels gasos es produeix a la part inferior de l'avió. El cigonyal va unit a la bancada de l'avió i el carburador és a la punta del mateix (l'emissió dels gasos es fa a través d'ell). A la part del darrere del motor hi gira una corona dentada que condueix a la magneto i aquesta distribueix la guispira a les bugies a través de la corona distribueix i per mitjà d'uns filferros.
Vistos els dos motors (el Rhône 9C i el TH A), es poden veure certes analogies: tots dos motors tenen la mateixa arquitectura i són de la mateixa època. Quant a diferències, el Rhône té unes mides de 105x140 m/m, mentre que el TH té 110x150 i, tot i que el Rhône dona 110 CV a 1,300 RPM, el TH es queda en 95 CV. En el Rhône la distribució es fa amb un sol pitjador, en canvi el TH en porta un per cada vàlvula. Però, en conclusió, és evident que el TH està inspirat en el Rhône.